# ホーカー・シドレー アンドーヴァー
HS.780 アンドーヴァー
アンドーヴァー C.1
- 用途：戦術輸送機、練習機
- 分類：輸送機
- 製造者：ホーカー・シドレー・グループ
- 運用者

  -  イギリス空軍
  -  ニュージーランド空軍
- 初飛行：1963年12月21日
- 生産数：37機
- 運用開始：1965年7月9日
- 退役

  - 1998年（ニュージーランド空軍）
  - 2015年（イギリス空軍）
- 運用状況：退役
- 原型機：HS.748

HS.780 アンドーヴァー（Hawker Siddeley HS.780 Andover ）は、イギリスのホーカー・シドレー社が開発し、イギリス空軍（Royal Air ForceすなわちRAF、以下RAFとする）で運用された双発のターボプロップ輸送機。
「アンドーヴァー（Andover）」という名称は、イギリス空軍において戦間期に運用された、この機体の前身・HS.748の開発・製造を行っていたアヴロ社製の複葉輸送機「アンドーヴァー」や、空軍基地近郊のアンドーヴァーからつけられた。

## 開発

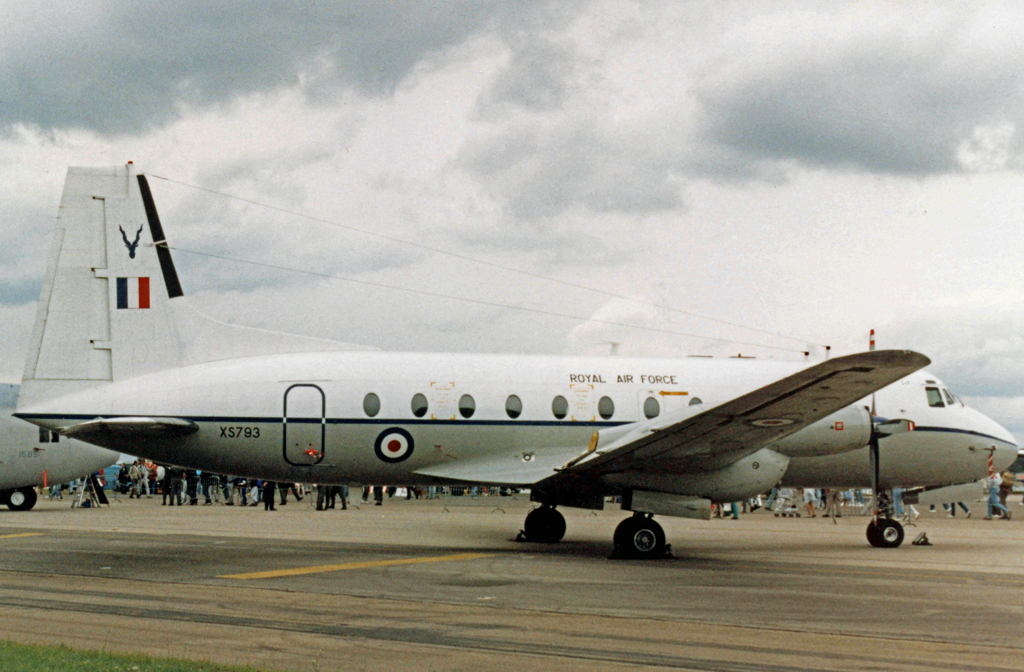
ベースとなったHS.748（アンドーヴァー CC.2としてRAFに採用された機体）

RAFは1960年代初頭に未舗装滑走路からでも短距離離着陸が可能な中型貨物輸送機の試作要求を各航空機メーカーに出した。A・V・ロー&カンパニー(アヴロ)社はロールス・ロイス社のダートエンジン搭載のタイプ748の軍用機種を開発し、ハンドレイ・ページ社はヘラルド（のちダート・ヘラルド）の改造型を提示した。両試作機はRAFによってサフォーク郡のマートルシャム・ヒース(Martlesham Heath)で1962年2月に試験飛行が行われ、アヴロ社のタイプ 748 Srs-2が採用され、タイプ 780と名付けられた。
大きな特徴は尾部にローディングランプが追加されたことで、ここから貨物の積み下ろしを容易にするため主降着装置はユニークな折り曲げ可能式となり地上で機首上げ姿勢がとれるようになった。エンジンはダート Mk.301を採用、プロペラ直径も大型化したことでエンジンと胴体との距離をできるだけ遠くする必要があったが、主翼幅は逆に7.6cm短くなっていた。
1963年4月、RAFは「アンドーヴァー C.1」として31機発注し、タイプ 748の初号機を改装した試作機は1963年12月21日に初飛行した。同年7月にはアヴロ社がホーカー・シドレー社に吸収されたことで、名称はタイプ 780からHS.780となり、12月21日に納入1号機がウッドフォード飛行場(Woodford Aerodrome)から飛行した。

## 運用
アンドーヴァー C.1はイギリス本土の他にもシンガポールや中東の飛行隊で運用されたが、イギリスが東スエズから撤退したことで飛行隊が1個に減らされ、さらに1975年の防衛費削減の影響を受け輸送機部隊から退役することとなり、残った機体の内10機はニュージーランド空軍へ売却され、他の機体も写真偵察機C.1(PR)や飛行点検機E.3など他の用途へ改造・転用された。なお、これとは別にRAFは通常の748も「アンドーヴァー CC.2」の名称で6機採用し、連絡・VIP輸送用として運用していた。
現在はイギリス・ニュージーランド共に退役済。

## 各種形式

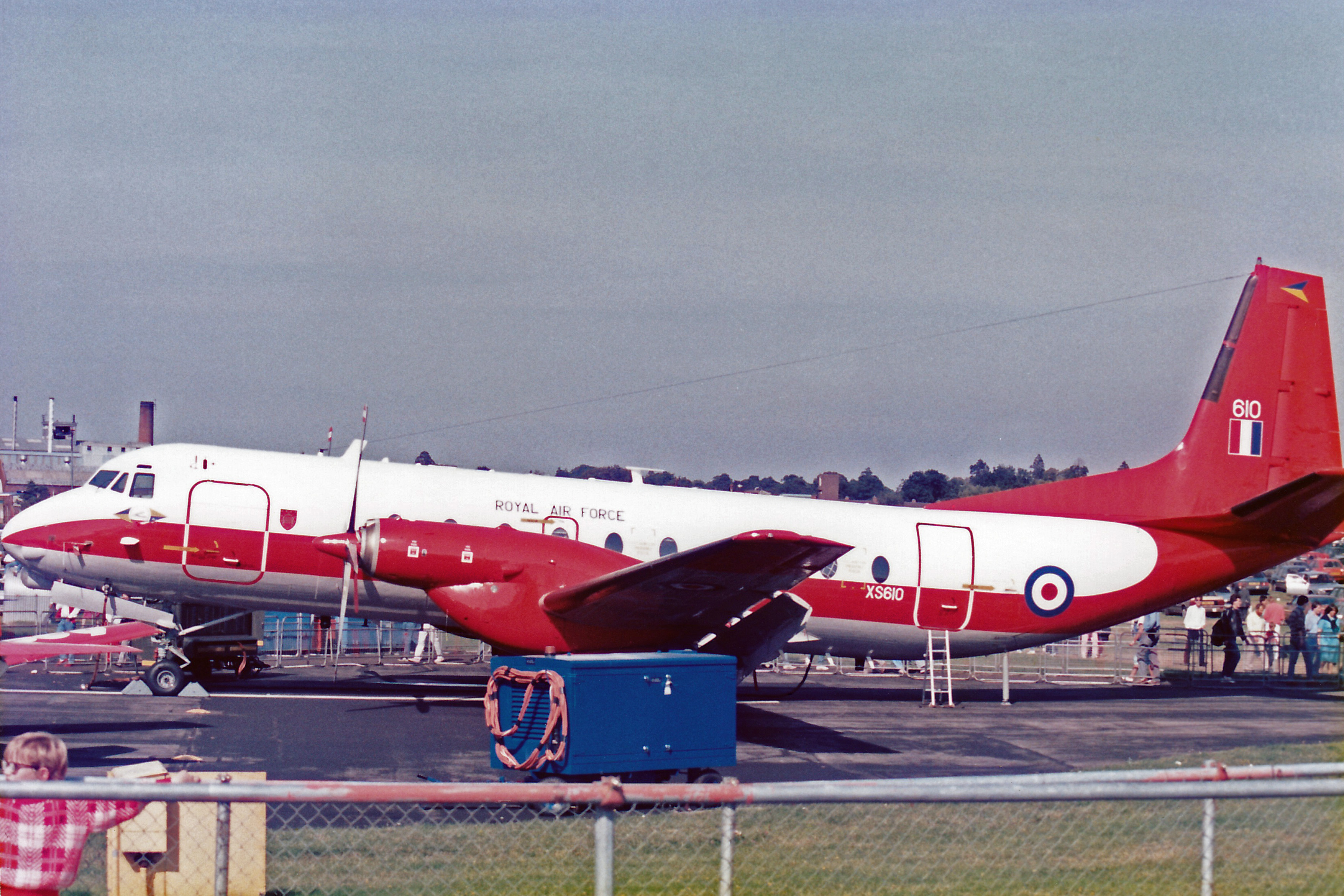
アンドーヴァー E.3
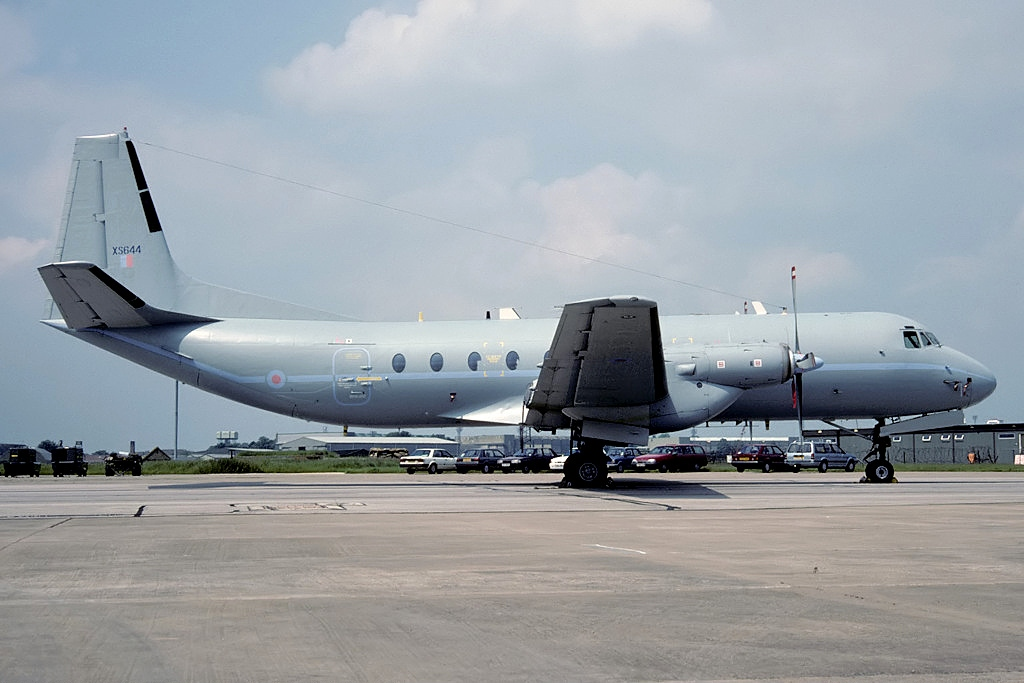
アンドーヴァー E.3A

タイプ 748MF(アヴロ 748MF)
タイプ 748から後部胴体、後部搬入斜路、降着装置を取り替えた軍用試作機。1機製造。
アンドーヴァー C.1
RAF向けの最初の生産型。31機製造。
アンドーヴァーC.1(PR)
C.1を改造した写真偵察機型。2機改造。
アンドーヴァー CC.2
連絡・VIP輸送型で、基本的にはベースとなった748と変わらない。
アンドーヴァー E.3
C.1にラジオや空港管制との通信機などを装備し、自動操縦検査システム(IRFIS)も搭載した飛行点検機。4機改造。
アンドーヴァー E.3A
E.3と同様であるが、IRFISを搭載しない機体。3機改造。
- アンドーヴァー E.3
- アンドーヴァー E.3A

## 諸元
| 制式名称     | HS.748 C.1                                          |
| ------------ | --------------------------------------------------- |
| 乗員         | 乗員2~3 歩兵52 空挺部隊員40またはストレッチャー24   |
| 全幅         | 29.95m                                              |
| 全長         | 23.77m                                              |
| 全高         | 9.15m                                               |
| 翼面積       | 77.2m2                                              |
| 翼面荷重     | ?kg/m2                                              |
| 自重         | 13,301kg                                            |
| 最大離陸重量 | 23,133kg                                            |
| 発動機       | ロールス・ロイス ダートRDa.12 Mk.201(離昇??馬力)2基 |
| 最高速度     | 515km/h(高度4,570m)                                 |
| 巡航速度     | 430km/h                                             |
| 上昇力       | 5,000mまで約8分30秒(6.1m/s)                         |
| 航続距離     | 7,300km                                             |
| 最大搭載量   | 6,546kg                                             |
| 生産数       | 31機                                                |